# Return to Cookie Mountain
Return to Cookie Mountain è il secondo album discografico dei TV on the Radio, pubblicato nel 2006.

## Il disco
Il disco è stato pubblicato nell'edizione "worldwide" dalla 4AD, mentre negli Stati Uniti ed in Canada da Interscope e Touch and Go.
Il titolo del disco è un gioco di parole che include il film della The Walt Disney Company del 1978 Return from Witch Mountain e il livello Cookie Mountain del videogioco Super Mario World.
All'album hanno partecipato diversi musicisti e cantanti: David Bowie, Katrina Ford (Celebration), Kazu Makino (Blonde Redhead) e Chris Taylor (Grizzly Bear).

## Accoglienza
L'album è stato inserito al secondo posto della classifica "migliori album del 2006" stilata da Pitchfork. La rivista Rumore lo elesse "album dell'anno".

## Tracce
1. "I Was a Lover" (Kyp Malone, David Andrew Sitek) – 4:21
2. "Hours" (Tunde Adebimpe) – 3:55
3. "Province" (Malone, Sitek) – 4:37
4. "Playhouses" (Malone) – 5:11
5. "Wolf Like Me" (Adebimpe) – 4:39
6. "A Method" (Adebimpe) – 4:25
7. "Let the Devil In" (Malone) – 4:27
8. "Dirtywhirl" (Adebimpe) – 4:15
9. "Blues from Down Here" (Malone) – 5:17
10. "Tonight" (Adebimpe) – 6:53
11. "Wash the Day" (Malone, Sitek, Adebimpe) – 8:08
12. [silence]

…
1. "Untitled" - 1:44

Bonus track
1. "Snakes and Martyrs" (Malone) – 4:07
2. "Hours (El-P Remix)" (Adebimpe) – 4:26
3. "Things You Can Do" (Adebimpe, Sitek) – 5:26

## Formazione
Gruppo
- Tunde Adebimpe – voce, percussioni, cori
- Kyp Malone – voce, basso, chitarra
- David Andrew Sitek – sampler, chitarre, basso, flauto, tastiere, synth
- Gerard Smith - piano, basso, organo, chitarra, sitar elettrico
- Jaleel Bunton - batteria, chitarra, piano, cori, piano Rhodes

Ospiti
- Kazu Makino - voce (in Hours)
- Jeremy Wilms - violoncello (in Hours)
- David Bowie - voce (in Province)
- Omega "C Taylor" Moon - voce (in Playhouses)
- Katrina Ford - voce (in Wolf Like Me, Let the Devil in e Blues from Down Here)
- Martin Perna - sax (in Wolk Like Me), corno (in Blues from Down Here)
- Akwetey & Aku Orraca-Tetteh, Devang Shah, Aaron Aites - cori (in Let the Devil in)
- Akwetey, Aku, Devang Shah (Dragons of Zynth) - percussioni (in Let the Devil in)
- Shanina Robinson - voce (in Blues from Down Here)
- Chris Taylor - corno, arrangiamenti corni (in Blues from Down Here), clarinetto (in Tonight)
- Stuart D. Bogie - armonica, clarinetto (in Blues from Down Here)

## Sample
- Teardrop dei Massive Attack (in I Was a Lover)
- Metal Machine Music di Lou Reed (in Let the Devil in)